# Мендиг
Мендиг (њем. Mendig) град је у њемачкој савезној држави Рајна-Палатинат. Једно је од 86 општинских средишта округа Мајен-Кобленц. Према процјени из 2010. у граду је живјело 8.678 становника. Посједује регионалну шифру (AGS) 7137069.

## Географски и демографски подаци
Мендиг се налази у савезној држави Рајна-Палатинат у округу Мајен-Кобленц. Град се налази на надморској висини од 220 метара. Површина општине износи 23,8 km². У самом граду је, према процјени из 2010. године, живјело 8.678 становника. Просјечна густина становништва износи 365 становника/km².

## Међународна сарадња
| Мјесто | Држава    | Врста сарадње | Од    |
| ------ | --------- | ------------- | ----- |
|        | Француска | партнерство   | 1966. |
| Извор  |           |               |       |